# Cantó de Rohan
El cantó de Rohan (bretó Kanton Roc'han) és una divisió administrativa francesa situat al departament d'Ar Mor-Bihan a la regió de Bretanya.

## Composició
El cantó aplega 7 comunes:
| Nom francès | Nom bretó       | Població | km²    | Codi Postal | Codi INSEE |
| Bréhan      | Brehant-Loudieg | 2.314    | 51,.65 | 56580       | 56024      |
| Crédin      | Kerzhin         | 1.368    | 33,74  | 56580       | 56047      |
| Lantillac   | Landeliav       | 299      | 7,72   | 56120       | 56103      |
| Pleugriffet | Ploueg-Grifed   | 1.124    | 38,49  | 56120       | 56160      |
| Radenac     | Radeneg         | 825      | 21,65  | 56500       | 56189      |
| Réguiny     | Regini          | 1.530    | 27,92  | 56500       | 56190      |
| Rohan       | Roc'han         | 1.521    | 23,43  | 56580       | 56198      |
| Kanton      | Roc'han         | 8.981    | 204,60 | -           | 5633       |

## Evolució demogràfica
| 1962  | 1968  | 1975  | 1982  | 1990  | 1999  |
| ----- | ----- | ----- | ----- | ----- | ----- |
| 9.712 | 9.645 | 9.554 | 9.390 | 8.988 | 8.981 |